# Deborah Washington Brown
Deborah Washington Brown (3 de junio de 1952, Washington D. C.-Atlanta,  5 de junio de 2020) fue una matemática e informática estadounidense, la primera mujer negra doctorada en matemáticas e informática por la Universidad de Harvard.
Su campo de trabajo se centró en la investigación sobre el  reconocimiento de voz y la inteligencia artificial.

## Niñez y familia
Su padre, Edwin Bradford Washington, fue taxista y su madre, Lola Gussie (Bates) Washington, era  peluquera. Fue la benjamina de cuatro hermanos, desarrolló una afición temprana por las matemáticas y la música. Como pianista desde la temprana edad de seis años ganó varios concursos en la capital.
Se casó con Ruel Anthony Brown, el 26 de mayo de 1979 y tuvo dos hijas Laurel Kimberly y Latoya Elsie.

## Doctorado
Obtuvo el graduado en la National Cathedral High School en Washington D. C. y estudió piano en el Conservatorio de Música de Nueva Inglaterra. En 1975 se licenció en matemáticas por la Lowell Tech (Universidad de Massachusetts Lowell), obtuvo una beca IBM para realizar el posgrado.
Su doctorado en Matemáticas aplicadas por la Escuela de Ingeniería y Ciencias Aplicadas John A. Paulson de Harvard en 1981, supuso la ruptura de una doble barrera social, racial y de género, que aún persiste. Obtuvo así mismo el doctorado en informática.

## Carrera profesional
Tras su graduación entró a formar parte de Norden Systems un contratista de defensa en Connecticut, donde trabajó en tecnología de defensa antimisiles. Sin embargo la mayor parte de su carrera se centró en inteligencia artificial y Reconocimiento del habla. Más tarde se unió a AT&T Bell Labs como miembro del personal técnico . Su carrera en tecnología del habla continuó en otras compañías hasta su fallecimiento en 2020.
Trabajó a la vanguardia de muchas aplicaciones de reconocimiento de voz durante su carrera, y sus contribuciones en la materia quedaron de manifiesto a través de las patentes de los Estados Unidos de las que fue inventora o bien participó en su desarrollo. Estos incluyen métodos de recopilación de datos que utilizan el reconocimiento de voz automatizado (ASR) en lugar de agentes humanos, métodos para la corrección de los errores de ASR en el reconocimiento de identificación de usuario (números o nombres) por teléfono mediante matrices de confusión, innovaciones en la generación de gramática y poda para ASR, métodos para identificar Respuestas de llamadas específicas para cada solicitud, múltiples métodos para identificar errores en el reconocimiento de números de cuenta de usuario debido a problemas de ASR utilizando matrices de confusión de posibles respuestas, un enrutador de llamadas de lenguaje natural y un sistema para unir la interacción de chat de texto con una respuesta de voz interactiva habilitada sistema.

## Patentes
Cuenta con diez patentes en diversos campos, entre ellas:
- US US8942981B2
- US US20150154956A1

## Fallecimiento
Falleció a los sesenta y ocho años en Atlanta el 5 de junio de 2020 a causa del cáncer de páncreas que le había sido diagnosticado dieciséis meses antes.

## Reconocimientos
- Miembro de Marquis Who's Who, lista de los científicos informáticos notables.[6]